# Liolaemus omorfi
Liolaemus omorfi — вид ігуаноподібних ящірок родини Liolaemidae. Ендемік Чилі. Описаний у 2015 році.

## Поширення і екологія
Liolaemus omorfi мешкають в Національному парку Льюльяйльяко в регіоні Антофагаста, можливо, також в сусідніх районах на заході Аргентини. Зустрічаються на висоті від 4170 до 4250 м над рівнем моря. Голотип був зібраний поблизу річки Кебрада-Зоррітос, на висоті 4200 м над рівнем моря.